# ادراپ
ادراپ (به هلندی: Adorp) یک روستا در هلند است که در Winsum واقع شده‌است.